# Technical
En technical er et køretøj, enten civilt eller et normalt ubevæbnet militært køretøj, der er ombygget med det fomål, at give det en offensiv kapacitet. Typisk er det en almindelig 4×4 eller pick-up truck der har fået monteret et maskingevær, let antiluftskyts eller et panserværnsvåben.
Modifikationen består typisk i at male køretøjet i camouflagefarver, lave en form for "holder" til hovedvåbnet, konstruere ammunitionsbeholdere til køretøjet og i nogle tilfælde at fjerne taget fra førerkabinen.
En technical er en nem og billig måde at få gjort et tungt våben mobilt på. Technicals bliver ofte brugt i den tredje verdens konflikter, men kendes dog også fra andre lande og konflikter. Under 2. verdenskrig brugte Long Range Desert Group og SAS f.eks. ombyggede jeeps. Den danske hær har også brugt technicals, f.eks. de forskellige ombyggede spejder-GD'ere mv. Teknisk set er de technicals, da de ikke oprindeligt var bygget med f.eks. holdere til maskingevær. 
Technicals er f.eks. kendt fra filmen Black Hawk Down og har lagt navn til en konflikt: Sidste fase af Libyen-Tchad konflikten i 1987 blev døbt Toyota-wars af Time Magazine.

| Militær | Spire Denne artikel om militær er en spire som bør udbygges. Du er velkommen til at hjælpe Wikipedia ved at udvide den. |